# Freudenstadt
Freudenstadt je grad u njemačkoj saveznoj pokrajini Baden-Württemberg. Nalazi se 65 km jugozapadno od Stuttgarta i 60 km južno od Karlsruhea na visoravni u sjevernom Schwarzwaldu. Jedna od glavnih privrednih grada Freudenstadta je zdravstveni turizam.
Grad je osnovan 1599. godine, a poznat je po najvećem gradskom trgu u Njemačkoj.

## Vanjske poveznice
- službena stranica[neaktivna poveznica] (njem.)

### Ostali projekti
|  | Zajednički poslužitelj ima još gradiva o temi Freudenstadt |